# Verboveț, Vînohradiv
Verboveț (în ucraineană Вербовець) este localitatea de reședință a comunei Verboveț din raionul Vînohradiv, regiunea Transcarpatia, Ucraina.

## Demografie
Componența lingvistică a localității Verboveț
     Maghiară (94,11%)
     Ucraineană (5,47%)
     Alte limbi (0,33%)
Conform recensământului din 2001, majoritatea populației localității Verboveț era vorbitoare de maghiară (94,11%), existând în minoritate și vorbitori de ucraineană (5,47%).